# Wilson (Oklahoma)
Wilson es una ciudad ubicada en el condado de Carter en el estado estadounidense de Oklahoma. En el año 2010 tenía una población de 1724 habitantes y una densidad poblacional de 116,49 personas por km².

## Geografía
Wilson se encuentra ubicada en las coordenadas 34°9′41″N 97°25′30″O / 34.16139, -97.42500 (34.161492, -97.425078).

## Demografía
Según la Oficina del Censo en 2000 los ingresos medios por hogar en la localidad eran de $22,667 y los ingresos medios por familia eran $28,199. Los hombres tenían unos ingresos medios de $29,063 frente a los $17,619 para las mujeres. La renta per cápita para la localidad era de $11,258. Alrededor del 20.8% de la población estaban por debajo del umbral de pobreza.